# Constitució de Luxemburg
La Constitució del Gran Ducat de Luxemburg és la carta fonamental del país. Es va adoptar la constitució actual el 17 d'octubre de 1868.
Si bé la Constitució de 1868 va marcar un canvi radical en el sistema constitucional de Luxemburg, que resulta ser una modificació de la constitució original. Aquesta constitució original va ser promulgada el 12 d'octubre de 1841, va entrar en vigor l'1 de gener de 1842, i va ser modificada de forma radical el 20 de març de 1848, i de nou el 27 de novembre de 1856.

## Llista de modificacions
- 15 de maig de 1919 - La sobirania nacional va ser transferida del monarca a la nació (Art. Número 32). Els poders del monarca per comandar les forces armades i per signar tractats van ser reafirmats, a condició que el tractat no era secret i que la Cambra de diputats va ratificar l'article N°37. Tots els canvis al territori de Luxemburg van haver de ser ratificat per la llei (Art. N°37).
- 28 d'abril de 1948 - El Gran Ducat es va definir com un "Estat independent, lliure i indivisible" (Art. N°1).
- 6 de maig de 1948 - La regulació de l'ús de la llengua en els assumptes legals i judicials va arribar a ser sancionada per la llei, per igualar el tracte entre el francès i l'alemany (Art. N°29).
- 15 de maig de 1948 - El sufragi estava restringit als luxemburguesos que viuen a Luxemburg, majors de 21 anys i en possessió dels seus drets polítics plens, mentre que no s'exigeix als candidats majors de 25 anys (Art. N°52).
- 21 de maig 1948 -[3]
- 27 de juliol 1956 -[4]
- 25 d'octubre 1956 -[5]
- 27 de gener 1972 -[6]
- 13 de juny 1979 -[7]
- 25 Novembre 1983 -[8]
- 20 desembre 1988 -[9]
- 31 de març 1989 -[10]
- 20 April 1989 -[11]
- 13 de juny 1989 -[12]
- 16 de juny 1989 -[13]
- 19 de juny 1989 -[14]
- 23 desembre 1994 -[15]
- 12 de juliol 1996 -[16]
- 12 de gener 1998 -[17]
- 29 Abril 1999 -[18]
- 2 de juny 1999 -[19]
- 8 August 2000 -[20]
- 18 Febrer 2003 -[21]
- 19 Desembre 2003 -[22]
- 26 May 2004 -[23]
- 19 Novembre 2004 -[24]
- 21 de juny 2005 -[25]
- 1 de juny 2006 -[26]
- 13 de juliol 2006 -[27]
- 29 de març 2007 -[28]
- 24 d'octubre 2007 -[29]
- 31 de març 2008 -[30]
- 23 d'octubre 2008 -[31]
- 12 de març 2009 - Sovereign only promulgates, not approves / authorises, laws[24]